# Eva Brichtová
Eva Brichtová (* 15. září 1970 Prostějov) je česká lékařka v oboru neurochirurgie, vysokoškolská pedagožka, profesorka chirurgie přednášející na Lékařské fakultě Masarykovy univerzity a zástupkyně přednosty Neurochirurgické kliniky FN u svaté Anny v Brně. V červnu 2023 se stala proděkankou fakulty pro záležitosti studentů a vnější vztahy.

## Lékařská kariéra
V letech 1988–1994 vystudovala všobecné lékařství na Lékařské fakultě Masarykovy univerzity. Kvůli
fotbalové dráze nejdříve zvažovala specializaci ve sportovním lékařství. Před pátým ročníkem se rozhodla pro neurochirurgii. Klíčovým datem se stal 17. srpen 1992, kdy byla během letní stáže na neurochirurgické klinice poprvé přítomna operaci na živém mozku. Poté začala ještě před promocí na klinice asistovat.
Jejím prvním pracovištěm se v roce 1994 stala Neurochirurgická klinika Fakultní nemocnice u svaté Anny v Brně. Po druhé atestaci v neurochirurgii působila od roku 2002 dvanáct let na neurochirurgickém oddělení kliniky Dětské chirurgie, ortopedie a traumatologie FN Brno, kde se věnovala dětské části oboru, s frekventovanou operativou hydrocefalu, kraniocerebrálních poranění a neuroendoskopickými výkony. Doktorské studium zakončila roku 2007 obhajobou disertace nazvané Kraniocerebrální poranění v dětském věku (Ph.D.). V roce 2010 se na LF MU habilitovala v oboru chirurgie prací Onemocnění dětského neurokrania, věnující se poškozením dětského neurokrania včetně remodelačních operací v rámci terapie kraniosynostóz, jejichž novou techniku začala v Brně provádět. V roce 2014 nastoupila na pozici školské zástupkyně přednosty Neurochirurgické kliniky FN u sv. Anny, čímž se vrátila také k léčbě dospělých včetně epileptochirurgie. V červnu 2022 byla na Masarykově univerzitě jmenována profesorkou pro obor chirurgie poté, co byla kladně zhodnocena její jmenovací přednáška z května 2021 na téma Mozkové kavernomy – strategie chirurgické léčby.
K roku 2015 byly v Česku atestovány z přibližně 150 neurochirurgů jen čtyři ženy. Jako první česká lékařka se stala docentkou a profesorkou působící v neurochirurgii. Během lékařské dráhy byla přijata za členku České neurochirurgické společnosti, Společnosti dětské neurologie, České ligy proti epilepsii i mezinárodních oborových oganizací Internartional Society for Pediatric Neurosurgery, European Society for Paediatric Nephrology a European Association of Neurosurgical Societies.
V květnu 2023 se stala pověřenou proděkankou pro záležitosti studentů a vnější vztahy LF MU, když ve funkci nahradila novou prorektorku univerzity Janu Fialovou. V červnu téhož roku byla do funkce jmenována po schválení akademickým senátem fakulty.

## Soukromý život
Narodila se roku 1970 v Prostějově. Vyrůstala s rodiči a bratrem v moravské vesnici Koválovice-Osíčany. V roce 1992 se stala vegetariánkou. Závodně hrála fotbal, během gymnaziálního studia první ligu. Jako lékařka se zapojila i do Svatoanenské ligy, soutěže brněnských zdravotníků. Je vdaná za neurologa Jaroslava Brichtu, zástupce přednosty I. neurologické kliniky FN u svaté Anny v Brně.